# Nataliya Krol
Nataliya Olexandrivna Krol (en ucraniano: Наталія Олександрівна Кроль, nacida Nataliya Pryshchepa, Rivne, 11 de septiembre de 1994) es una deportista ucraniana que compite en atletismo, especialista en las carreras de mediofondo.
En los Juegos Europeos de Cracovia 2023 consiguió una medalla de oro en la prueba de 800 m. Ganó dos medallas de oro en el Campeonato Europeo de Atletismo, en los años 2016 y 2018.

## Palmarés internacional
| Juegos Europeos    | Juegos Europeos          | Juegos Europeos | Juegos Europeos |
| Año                | Lugar                    | Medalla         | Prueba          |
| ------------------ | ------------------------ | --------------- | --------------- |
| 2023               | Chorzów (Polonia)        | Medalla de oro  | 800 m           |
| Campeonato Europeo |                          |                 |                 |
| Año                | Lugar                    | Medalla         | Prueba          |
| 2016               | Ámsterdam (Países Bajos) | Medalla de oro  | 800 m           |
| 2018               | Berlín (Alemania)        | Medalla de oro  | 800 m           |